# 罗兹罗特
罗兹罗特（法語：Rozerotte，法語發音：[ʁozʁɔt] ⓘ）是法国孚日省的一个市镇，属于讷沙托区。

## 地理
罗兹罗特（48°14'30"N, 6°4'53"E）面积6.46 平方千米，位于法国大東部大區孚日省，该省份为法国东北部内陆省份，北起默兹省和默尔特-摩泽尔省，西接上马恩省，南至上索恩省和贝尔福地区省，东临上莱茵省和下莱茵省。
与罗兹罗特接壤的市镇（或旧市镇、城区）包括：巴祖瓦耶和梅尼勒、多梅夫尔苏蒙福尔、马德库尔、朗库尔、勒蒙库尔、瓦尔弗鲁瓦库尔。

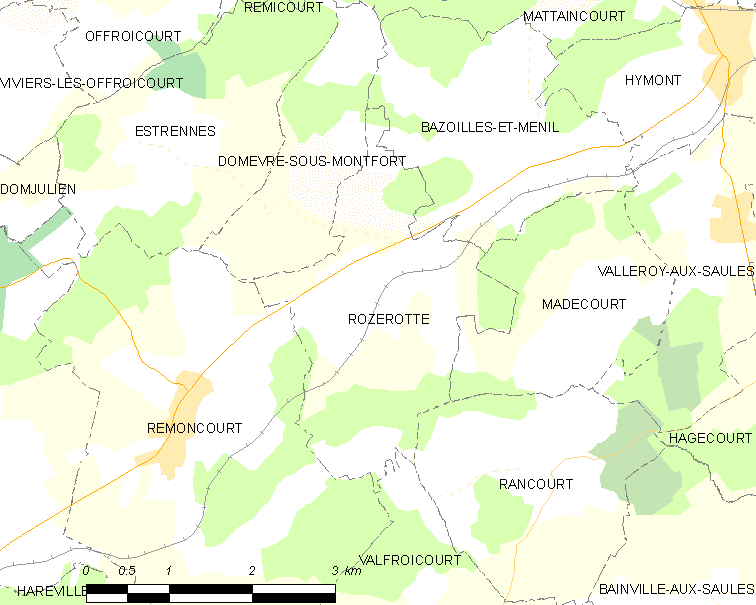
罗兹罗特的OSM定位图

罗兹罗特的时区为UTC+01:00、UTC+02:00（夏令时）。

## 行政
罗兹罗特的邮政编码为88500，INSEE市镇编码为88403。

## 政治
罗兹罗特所属的省级选区为维泰勒县。

## 人口

1962-2008年间罗兹罗特人口变化图示

罗兹罗特于2022年1月1日时的人口数量为185人。